# Thuraya
Thuraya es un proveedor regional de comunicaciones por satélite que se centra en Europa, Oriente Medio y África. Thuraya (en árabe significa las Pléyades) funciona actualmente gracias a dos satélites en órbita geoestacionaria. La fabricación de los mismos corrió a cargo de la empresa estadounidense Boeing, y en el lanzamiento los paneles solares de uno de los satélites dejó de funcionar correctamente. Un tercer satélite, similar al segundo ya puesto en órbita, estaba previsto ser lanzado en enero de 2007. El satélite, fabricado por SeaLaunch, se encontró paralizado debido a un fallo de lanzamiento en enero de 2007. Finalmente, el lanzamiento se produjo con éxito el 15 de enero de 2008. La matriz de la compañía proviene de los Emiratos Árabes Unidos y presta sus servicios a partir de una heterogénea red de empresas y distribuidores.
Los servicios básicos de Thuraya son:
- Comunicaciones de voz con móvil. Teléfonos por satélite SO-2510 y SO -2520 o terminales fijos.
- Servicio de SMS.
- 9,6 kbit/s para datos o fax.
- 144 kbit/s datos de alta velocidad mediante un terminal del tamaño de un portátil denominado comercialmente ThurayaDSL.
- GPS en los terminales que lo soportan.

La principal ventaja de este sistema son las posibilidades de sus teléfonos: El nuevo Thuraya SG2520 permite la utilización de una tarjeta GSM convencional y la selección de una configuración por defecto. Esto quiere decir que el usuario podrá seleccionar si desea que las llamadas salientes se realicen preferentemente a través de la red GSM y en caso de ausencia de red por la red satélite, opción más común, o en cambio prefiere que la salida sea vía satélite y en caso de falta de cobertura, por ejemplo dentro de edificios, utilice la red GSM.
Tanto el modelo anterior, SG2510, como el anteriormente indicado SG2520 integran un receptor GPS que permite conocer las coordenadas de posición en cualquier momento.
Los teléfonos por satélite Thuraya son realmente pequeños y tienen un tamaño similar a los terminales móviles convencionales.
La falta de cobertura mundial le hace menos flexible que otros sistemas de comunicación vía satélite como Iridium, pero esto entra dentro de la filosofía y la aplicación que los creadores de Thuraya tuvieron desde su concepción, con un enfoque fundamental hacia el Mediterráneo. En cualquier caso el número de subscriptores en marzo de 2006 era de 250.000 con más de 320.000 terminales vendidos desde el lanzamiento en 2001.
El código telefónico de Thuraya es el +882 16 definido por la Unión Internacional de Telecomunicaciones (ITU) como “Red Internacional”.

## Thuraya IP
Thuraya IP,  para banda ancha de Internet por satélite, es un terminal pequeño, menor que una hoja de papel de tamaño A5 y que proporciona velocidades de conexión de hasta 384 kbps de subida y 444 kbit/s  de bajada.
Con una antena externa o bien usando el terminal IP+, hasta 404 kbps de envío y 444 de recepción.